# Districte de Metz
El districte de Metz (francès arrondissement de Metz) és una divisió administrativa francesa del departament del Mosel·la, resulta de la fusió dels antics districtes de Metz-Campagne i de Metz-Ville l'1 de gener de 2015. El cap és la prefectura de Metz.